# Cantonul La Crau
Cantonul La Crau este un canton din arondismentul Toulon, departamentul Var, regiunea Provence-Alpes-Côte d'Azur, Franța.

## Comune
- Carqueiranne
- Hyères (parțial)
- La Crau (reședință)
- La Londe-les-Maures